# Almoloya (Hidalgo)
Esta página se refiere a una localidad. Para el municipio homónimo véase Municipio de Almoloya
Almoloya (del náhuatl:  ‘Lugar donde emana agua’) es una localidad mexicana, cabecera del municipio de Almoloya en el estado de Hidalgo.

## Historia
1600 es el año en que se dio la posesión por los españoles, y se fundó el poblado; en 1936 fue elevado a cabecera municipal el 2 de agosto.

## Geografía
Se localiza a 66 km de la ciudad de Pachuca de Soto por la vía corta a Ciudad Sahagún, se encuentra en la región de los llanos de Apan. Le corresponden las coordenadas geográficas 19°42′11.95″ de latitud norte y 98°24′11.855″ de longitud oeste, con una altitud de 2531 m s. n. m.
En cuanto a fisiografía se encuentra en la provincia de la Eje Neovolcánico, dentro de la subprovincia de Lagos y Volcanes de Anáhuac; su terreno es de llanura. En lo que respecta a la hidrología se encuentra posicionado en la región del Pánuco, dentro de la cuenca del río Moctezuma, y en las subcuenca de lagunas Tochac y Tecocomulco.

### Clima
Cuenta con un clima templado subhúmedo con lluvias en verano, de menor humedad; su temperatura promedio mensual oscila entre los 8.5 °C y los 15 °C para los meses de diciembre y enero que son los más fríos del año. En los meses de mayo y junio, se registran las temperaturas más altas. Con respecto a la precipitación anual, el nivel promedio es de 656 mm., teniendo mayor precipitación durante los meses de septiembre y octubre, y en menor proporción en diciembre, febrero, abril y mayo.
| Parámetros climáticos promedio de Almoloya    | Parámetros climáticos promedio de Almoloya | Parámetros climáticos promedio de Almoloya | Parámetros climáticos promedio de Almoloya | Parámetros climáticos promedio de Almoloya | Parámetros climáticos promedio de Almoloya | Parámetros climáticos promedio de Almoloya | Parámetros climáticos promedio de Almoloya | Parámetros climáticos promedio de Almoloya | Parámetros climáticos promedio de Almoloya | Parámetros climáticos promedio de Almoloya | Parámetros climáticos promedio de Almoloya | Parámetros climáticos promedio de Almoloya | Parámetros climáticos promedio de Almoloya |
| Mes                                           | Ene.                                       | Feb.                                       | Mar.                                       | Abr.                                       | May.                                       | Jun.                                       | Jul.                                       | Ago.                                       | Sep.                                       | Oct.                                       | Nov.                                       | Dic.                                       | Anual                                      |
| --------------------------------------------- | ------------------------------------------ | ------------------------------------------ | ------------------------------------------ | ------------------------------------------ | ------------------------------------------ | ------------------------------------------ | ------------------------------------------ | ------------------------------------------ | ------------------------------------------ | ------------------------------------------ | ------------------------------------------ | ------------------------------------------ | ------------------------------------------ |
| Temp. máx. abs. (°C)                          | 29.5                                       | 33.0                                       | 49.0                                       | 43.0                                       | 34.5                                       | 31.0                                       | 28.5                                       | 26.5                                       | 27.5                                       | 26.5                                       | 26.0                                       | 25.0                                       | 49.0                                       |
| Temp. máx. media (°C)                         | 18.7                                       | 19.2                                       | 20.6                                       | 21.2                                       | 20.3                                       | 20.0                                       | 18.8                                       | 18.8                                       | 18.6                                       | 18.3                                       | 18.0                                       | 18.4                                       | 19.2                                       |
| Temp. media (°C)                              | 11.0                                       | 11.5                                       | 12.6                                       | 13.0                                       | 12.8                                       | 12.7                                       | 11.9                                       | 11.8                                       | 11.9                                       | 11.4                                       | 11.0                                       | 11.0                                       | 11.9                                       |
| Temp. mín. media (°C)                         | 3.2                                        | 3.9                                        | 4.6                                        | 4.7                                        | 5.4                                        | 5.5                                        | 5.0                                        | 4.8                                        | 5.1                                        | 4.4                                        | 4.0                                        | 3.5                                        | 4.5                                        |
| Temp. mín. abs. (°C)                          | -10.0                                      | -5.5                                       | -9.0                                       | 0.0                                        | 0.0                                        | 0.0                                        | -3.0                                       | 1.0                                        | 0.0                                        | -3.5                                       | -1.0                                       | -7.5                                       | -10.0                                      |
| Precipitación total (mm)                      | 15.8                                       | 21.3                                       | 35.8                                       | 53.7                                       | 91.6                                       | 164.5                                      | 172.9                                      | 119.5                                      | 131.5                                      | 57.8                                       | 33.1                                       | 13.5                                       | 910.5                                      |
| Días de lluvias (≥ 0.1)                       | 1.4                                        | 2.9                                        | 3.8                                        | 5.5                                        | 7.8                                        | 12.1                                       | 12.9                                       | 11.0                                       | 12.3                                       | 7.6                                        | 3.6                                        | 1.5                                        | 82.4                                       |
| Fuente: Servicio Meteorológico Nacional. 2015 |                                            |                                            |                                            |                                            |                                            |                                            |                                            |                                            |                                            |                                            |                                            |                                            |                                            |

## Demografía
De acuerdo con el Censo de Población y Vivienda 2020 del INEGI; la localidad tiene una población de 5618 habitantes, lo que representa el 44.78 % de la población municipal. De los cuales 2661 son hombres y 2957 son mujeres; con una relación de 89.99 hombres por 100 mujeres.
Las personas que hablan alguna lengua indígena, es de 8 personas, alrededor del 0.14 % de la población de la ciudad. En la ciudad hay 71 personas que se consideran afromexicanos o afrodescendientes, alrededor de 1.26 % de la población de la ciudad.
De acuerdo con datos del censo INEGI 2020, unas 3995 declaran practicar la religión católica; unas 717 personas declararon profesar una religión protestante o cristiano evangélico; 3 personas declararon otra religión; y unas 901 personas que declararon no tener religión o no estar adscritas en alguna.
| Gráfica de evolución demográfica de Almoloya entre 1900 y 2020 |
|                                                                |
| Población registrada por los censos y conteos del INEGI.       |

## Economía
La localidad tiene un grado de marginación medio y un grado de rezago muy bajo.